# إدغار غونزاليس (لاعب كرة قدم)
إدغار غونزاليس (بالإسبانية: Edgar González Estrada) هو لاعب كرة قدم إسباني، ولد في 1 أبريل 1997 في سان خوان ديسباي في إسبانيا. لعب مع إسبانيول ب.

## وصلات خارجية
- إدغار غونزاليس على موقع الاتحاد الأوربي (الإنجليزية)
- إدغار غونزاليس على موقع قاعدة بيانات كرة القدم.إي يو (الإنجليزية)
- إدغار غونزاليس على موقع Soccerway.com (الإنجليزية)